# Siegfried Keßler (Pädagoge)
Siegfried Keßler (geboren 17. Juni 1883 in Iserlohn; gestorben 1943 im KZ Auschwitz) war ein deutscher Pädagoge.

## Leben
Siegfried Keßler verließ nach der neunten Klasse das Realgymnasium in Iserlohn und begann eine Ausbildung zum Volksschullehrer am jüdischen Lehrerseminar der Marks-Haindorf-Stiftung in Münster, an dem er 1903 die Erste Lehrerprüfung bestand. Er ging bis 1905 an die von Jakob Loewenberg geleitete Höhere Mädchenschule in Hamburg und kehrte danach zur Marks-Haindorf-Stiftung zurück, an der er als Lehrer tätig war und 1911 die Rektorenprüfung ablegte. Von 1913 bis 1919 fungierte er in Münster zusätzlich als Prediger und Kantor der jüdischen Gemeinde. Im Ersten Weltkrieg betreute er als Militärseelsorger die Gefangenenlager der Region. Mit seinem Lehrerdiplom erwarb er die Hochschulreife und studierte nebenher an der Universität Münster von 1923 bis 1925 Germanistik. Seine 1925 eingereichte Dissertation über Berthold Auerbach kam erst 1935 in Druck.
1926 übersiedelte er nach München, wo er als Oberlehrer Religionsunterricht, Hebräisch und jüdische Geschichte an staatlichen höheren Schulen erteilte. In München wurde von ihm ein kleines Theaterstück zum jüdischen Chanukka-Fest in Druck gegeben. Nach der Machtübergabe an die Nationalsozialisten übernahm Keßler 1935 die Leitung der jüdischen Volksschule in München, in die 1935 die Ohel-Jakob-Schule zwangsintegriert wurde und die auch die 1936/37 vom Stadtschulrat Josef Bauer aus den anderen Münchener Schulen aus rassistischen Gründen rigoros entfernten jüdischen Schüler aufnehmen musste. Zum Zeitpunkt der Schließung der Schule am 1. Juli 1942 war Keßler der letzte jüdische Schulleiter und Lehrer in München. Seit 1941 waren Keßler und seine Frau im Sammellager Berg am Laim ghettoisiert, wo er schließlich noch in der Selbstverwaltung der Israelitischen Gemeinde beschäftigt war. Keßler und seine Ehefrau wurden am 13. März 1943 mit den letzten Juden Münchens und Oberbayerns ins Ghetto Theresienstadt deportiert und von dort nach Auschwitz, wo sich ihre Spuren verlieren. Sie wurden 1965 vom Amtsgericht München für tot erklärt.
Mit der 1910 geheirateten Selma Weinberg hatte Keßler drei Kinder. Der Sohn Friedrich, der spätere israelische Diplomat Shlomo Kaddar, emigrierte 1933 nach Palästina, ihm folgte 1936 mit einem Touristenvisum die Tochter Henny (* 1911). Keßler besuchte sie dort zweimal, kehrte aber jeweils nach Deutschland zurück. Der Sohn Karl (* 1918) wurde 1938 in der Reichspogromnacht verhaftet und im KZ Dachau inhaftiert. Ihm gelang 1939 die Flucht nach Dänemark und von dort 1943 die Flucht nach Schweden.
Die Kinder stifteten 1963 einen "Kessler-Fonds" für die Schule Beth Ischak in Israel.

## Auszeichnungen
- Eisernes Kreuz am weißen Bande
- Rote Kreuz-Medaille (Preußen) III. Klasse

## Schriften
- „Der Mutter Traum“ – Chamukkaj-Märchen in 1 Aufzug. München 1928.
- Berthold Auerbach als Erzieher. Dissertation. Universität Münster 1925. Heller, München 1935.